# Berchembrug
De Berchembrug is een (fiets- en) voetgangersbrug over de Ring R1, over spoorlijn 59 en over de Binnensingel R10 in het district Berchem van de stad Antwerpen.
De brug werd genoemd naar de vroegere Berchemsepoort.
De brug verbindt Berchem intramuros (het De Villegaspark) met het Brilschanspark.
De brug geeft ook verbinding met het natuurreservaat Wolvenberg (tussen de Singel en de spoorlijn/Ring).
Alle drie delen van het Berchemse Brialmontpark.
Aan de kruising van de Berchembrug met de Binnensingel lag ook het voormalige feodale kasteel van Berchem dat gebouwd werd door de familie Berthout.
In 2014 werd de brug gerenoveerd. Er gold een fietsverbod, wat op kritiek stuitte. Daarop werd het fietsverbod beperkt tot de (steile) toe- en vooral afritcomplexen. Het blijft in de eerste plaats een voetgangersbrug.